# Vincenzo Grazioli, I duca di Santa Croce di Magliano
Vincenzo Grazioli (Cadelsasso, 22 settembre 1770 – Roma, 27 aprile 1857) è stato un imprenditore, banchiere e nobile italiano.

## Biografia
Vincenzo Grazioli nacque il 22 settembre 1770 a Cadelsasso, attuale frazione del comune di Civo, in Valtellina, figlio di Lorenzo e di sua moglie, Maddalena Lombardini. Era l'ultimo di cinque figli e i suoi genitori erano contadini.
Per cercare fortuna, il padre decise nel 1779 di partire alla volta di Roma ove esisteva una fiorente comunità valtellinese presso il rione Monti, dediti alla produzione e lavorazione del grano. Il padre ed il fratello Giovanni aprirono a Roma una bottega di mugnaio e nel 1793, quando egli raggiunse l'autonomia, lo intestarono dell'azienda di famiglia, facendo ritorno in patria. A Roma il giovane Vincenzo sposò la tedesca Maria Maddalena Miller, membro di una famiglia di mugnai tedeschi che erano già radicati a Roma da diverse generazioni. Grazie alla generosità dei suoceri, Vincenzo si trovò intestato della bottega della moglie e si trasferì poi nel rione Trevi.
Durante il periodo della Repubblica Romana (1798-1799), Vincenzo riuscì a strappare al governo rivoluzionario filo-francese una serie di contratti per ottenere l'appalto dell'approvvigionamento del grano per le truppe francesi a Roma. Durante il periodo napoleonico, nel 1802, ottenne dapprima in affitto e poi in acquisto la tenuta del Boschetto che era di proprietà del marchese Del Bufalo. In quello stesso anno morì sua moglie e nel 1806, il 5 ottobre, Vincenzo si risposò con Anna Londei, appartenente ad una famiglia agiata di Ancona che era dedita alla vendita di stoffe e che proprio all'inizio del secolo aveva fondato a Roma una banca. Nel 1823 nacque il suo unico figlio, Pio, che sarà il prosecutore della sua casata.
Dal 1814 entrò nella gestione della banca del cognato Francesco Londei che prese il posto del padre come socio di Costantino Conti. Nel 1831 si assicurò il privilegio della raccolta e della vendita della neve e del ghiaccio per la città di Roma e delle periferie, oltre alla fornitura di foraggio per i cavalli destinati all'esercito pontificio. Nel 1836 fu tra i soci fondatori della Cassa di Risparmio di Roma e nel 1841 venne compreso tra i suoi amministratori accanto al principe Marcantonio Borghese, al principe Giulio Cesare Rospigliosi, al principe Filippo Doria ed al conte Vincenzo Pianciani. Nel 1837 aderì assieme al duca Marino Torlonia ed al marchese Ludovico Potenziani al progetto del bolognese Gaetano Malagodi per la costituzione della Società Pontificia di Assicurazioni.
Nel 1851 ottenne, in società con Giovanni Battista e Giulio Graziosi, la concessione di bonificare alcune terre paludose delle valli attorno a Comacchio, introducendovi la risicoltura. I terreni da lui dipendenti raggiunsero alla fine della sua vita a superare i 6800 ettari.

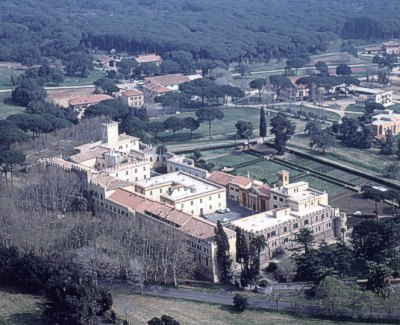
La tenuta, il borgo e il castello di Castelporziano, acquistati da Vincenzo Grazioli nel 1823

La notevole disponibilità economica del Grazioli, gli consentì di ampliare notevolmente il proprio patrimonio acquistando, ad esempio, nel 1823, la tenuta di Castelporziano dalla marchesa Ottavia Guadagni, vedova del barone Del Nero, che poi suo figlio rivenderà ai Savoia nel 1874. Nel 1835 acquistò il feudo di Santa Croce di Magliano, nel Molise, dalla famiglia Falconieri, estinguendo a quest'ultima un credito di 37.000 scudi che essa aveva nei suoi confronti. Nel 1833 acquistò a Roma dal duca di Lucca, Carlo di Borbone, il Palazzo Gotofredi già appartenuto a sua madre Maria Luigia di Borbone-Spagna; lo stabile, dopo due anni di restauri, divenne la sede della sua famiglia col nome di Palazzo Grazioli.
Nel gennaio del 1836, papa Gregorio XVI concesse a Vincenzo Grazioli il titolo di barone di Castelporziano e dal 1843 venne incluso nella nobiltà romana. Nel 1851 re Ferdinando II delle Due Sicilie gli concesse il titolo di duca sul suo feudo di Santa Croce di Magliano, titolo che l'anno successivo venne riconosciuto da papa Pio IX per lo Stato Pontificio. Alla tenuta di Castelporziano, i Grazioli tennero una vita sfarzosa ospitando dapprima lo zarevic Alessandro di Russia e poi papa Gregorio XVI nel 1845.
Nell'aprile del 1847, Vincenzo fece sposare suo figlio Pio con la nobile Caterina Lante Della Rovere, figlia del duca Giulio e della principessa Maria Colonna, atto che consacrò ulteriormente l'ingresso della famiglia nella società aristocratica romana.